# 巻菱湖
巻 菱湖（まき りょうこ、安永6年（1777年） - 天保14年4月7日（1843年5月6日））は、江戸時代後期の書家・漢詩人・文字学者である。篆書・隷書・楷書・行書・草書・仮名・飛白の7体を巧妙に書くことが出来たが、特に楷書を得意とした。平明で端麗な書体は世に広く書の手本として用いられ（千字文など）、「菱湖流」と呼ばれた書風は幕末から明治にかけての書道界に大きな影響を与えた。市河米庵、貫名菘翁と共に「幕末の三筆」と並び称された。

## 作風
江戸時代を通して流行した唐様のうち、晋唐派（古派）に分類される。特に晋唐の古風を伝える。晋唐の書が中国書道の基本であるという立場から、伝統的な正しい書道を提唱。
楷書を欧陽詢、行書を趙孟頫・董其昌・蔡邕、草書を王羲之、李懐琳に学ぶ。特に本人53歳の時、近衛家にあった賀知章の肉筆『草書孝経』を見て非常に驚いたという。これによって晋唐書に開眼したと言われる。隷書に関しては「曹全碑(185年)」を学ぶ。仮名は上代様を好んだといわれ、その平明な書風は世に迎えられ化政期以降の書壇を市河米庵と二分した。
書家としての特色は、『説文解字』の研究など文字学をベースにしている点にある。五体を能くするだけにとどまらず、字体の来歴の正しいものを残している。書道を学問（『十体源流』）として成立させた日本唯一の人として当代随一の書家となった。

## 略歴
安永6年（1777年）、越後国巻駅（現在の新潟市西蒲区）に生まれる。父は不明（館徳信という説あり）。母は福井村（現・新潟市西蒲区）出身の内藤安右衛門の娘。船問屋を営む父の私生児として生まれ、幼少時に父を失うと記す文献もある。
姓は池田、後に巻を襲名。名は大任、字は致遠または起巌、菱湖は号で、別号に弘斎。通称は右内と称した。元の姓は小山。なお、「巻」は生地の地名に由来。「菱湖」は近くにある鎧湖という菱形の湖（菱が多く育つ）に由来。
幼少の頃から新潟町（現・新潟市中央区）で育ち、天明4年（1784年）頃から興雲和尚に書の手ほどきを受けた。
天明6年（1786年）、館徳信死去。寛政3年（1791年）8月2日、母が自害する。寛政7年、江戸へ行き、儒学者・亀田鵬斎の門人となる。鵬斎とは書法や漢詩の作り方について議論を重ね、多くのものを得た。
文化4年、江戸軽小橋付近（現・中央区港町）に書塾「蕭遠堂」を開く。文化9年5月、鉄砲町（現・中央区日本橋本町）に移転。文化9年6月、信州・越後周遊の旅に出る。文化12年秋、江戸にもどる。
文政4年、主著『十体源流』を著す。この年、竹原栄と結婚。
文政10年閏6月、関西方面に旅に出る。11月5日上洛。京都で先人たちの書を拝観し、特に空海と近衛家熈から影響を受ける。『草書孝経』を拝観したのもこの旅の中でのこと（12月28日）。文政11年2月9日京都を立ち、4月に江戸にもどる。文政12年3月、火災で自宅を失う。
天保4年、中風を患い服薬するようになる。天保13年、病床に伏すことが多くなる。天保14年（1843年）4月7日死去。享年67。墓所は谷中霊園の天王寺墓地。

### 人物・エピソード
漢詩も能くし、酒を好み、放逸な人柄であった。晩年は中風を患い手が震えるので点画がのこぎりの歯のようになってしまったが、それがまた面白いと人気を博す。

## 出版
- 著書
  - 文化13年:篋中集 - 編者として。版下も書く。
  - 文政4年:十体源流
  - 『巻菱湖草書帖』平凡社〈和漢名家習字本大成 第36巻〉、1934年。
- 手本類
  - 文政6年:孫過庭『書譜』 - 大窪詩仏と共同
  - 文政9年5月:懐素『千金帖』
  - 『行書千字文 1冊』慶雲堂。
  - 『行書千字文 2冊』慶雲堂。
  - 『麹生帖』（弘化4 年）須原屋伊八、英大助、須原屋茂兵衛、1847年。
  - 『四体世話千字文 上 巻菱湖 集字楷書, 村田海石 三体加筆』積玉圃、1874年。
  - 『四体世話千字文 下 巻菱湖 集字楷書, 村田海石 三体加筆』積玉圃、1874年。
  - 『四体世話千字文１巻菱湖 集字楷書, 村田海石 三体加筆』吉川代二郎、1879年。
  - 『四体世話千字文 2 巻菱湖 集字楷書, 村田海石 三体加筆』吉川代二郎、1879年。
  - 『四体世話千字文１巻菱湖 集字楷書, 村田海石 三体加筆』島田太蔵、1880年。
  - 『四体世話千字文 2 巻菱湖 集字楷書, 村田海石 三体加筆』島田太蔵、1880年。
  - 『書法千字文』（巻菱湖 書, 大槻東陽 注解）博文館、1894年。
- 共著・分担執筆
  - 享和3年3月:柏木如亭詩巻 - 書法論を書く
  - 文化9年春:秋草七草考 - 序文（亀田鵬斎 撰、巻菱湖 書）
- 版下揮毫
  - 文化3年:晩唐詩選（館柳湾鈔録）
  - 文化5年:佩文斎詠物詩選（館柳湾鈔録）
  - 文化7年:中唐十家絶句（館柳湾編）

## レガシー
明治政府及び宮内庁の官用文字・欽定文字は御家流から菱湖流に改められ、明治時代の学校教科書や手本の類はその多くが菱湖の書風であった。菱湖の門下生は1万人を超えたと伝えられている。石碑の揮毫も手がけており、現在全国に30基ほどの石碑が確認されている。

### 門弟
門弟に菱湖四天王（萩原秋巌・中沢雪城・大竹蒋塘・生方鼎斎）や巻鴎洲（1814年 - 1869年）、中根半仙などがある。鴎洲は菱湖の子で、優れた才能を持ちながら病弱のため早世した。巻菱潭（1846年 - 1886年）は鴎洲の門人で、鴎洲没後、養子となり跡をついだ。

### 菱湖書

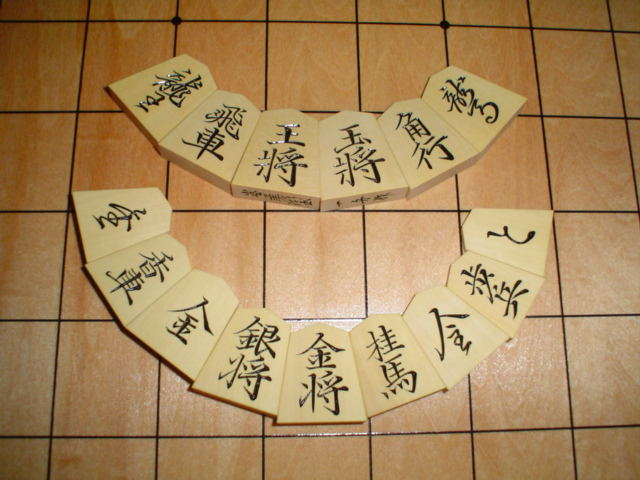
巻菱湖書の将棋駒

将棋の駒の書体の中に「菱湖書」と呼ばれるものがある。菱湖書の特徴は細身かつ流麗な字形である。将棋の対局中、場合によっては非常に長い時間、駒を見つめ続けることもあるが、見た目にすっきりとして目の負担にならないことが人気の理由だろうとする見解もある。
菱湖書の源流は巻菱湖に求められるが、駒の書体は菱湖自身が確立したわけではない。観戦記者の東公平は阪田三吉について調べる過程で、高濱作蔵という棋士の情報を得た。阪田が右腕として頼んだ人物である。作蔵の弟で棋士の高濱禎の覚え書きには、禎自身が菱湖の手本から駒字を作った経緯が記されていた。この駒字をもとに、「近代将棋駒の祖」と謳われた駒師の豊島龍山が駒を作った。以上が菱湖書確立の通説となっている。
菱湖書のほかに「巻菱湖書」という書体もある。両者は外見はほぼ同一、由来も同様である（以上、日本将棋連盟の記者・松本哲平による）。